# Alexander Tomov
Alexander Tomov, född den 3 april 1949 i Sklave, Bulgarien, är en bulgarisk brottare som tog OS-silver i supertungviktsbrottning i den grekisk-romerska klassen 1972 i München, OS-silver i samma viktklass 1976 i Montréal och OS-silver för tredje gången 1980 i Moskva. 